# Жандая (Гояс)
Жандая (порт. Jandaia) — муниципалитет в Бразилии, входит в штат Гояс. Составная часть мезорегиона Юг штата Гойас. Входит в экономико-статистический микрорегион Вали-ду-Риу-дус-Бойс. Население составляет 6244 человека на 2006 год. Занимает площадь 864,104 км². Плотность населения — 7,2 чел./км².
Праздник города — 5 октября. 

## История
Город основан в 1929 году.

## Статистика
- Валовой внутренний продукт на 2003 год составляет 61 200 802,00 реалов (данные: Бразильский институт географии и статистики).
- Валовой внутренний продукт на душу населения на 2003 год составляет 9731,40 реал (данные: Бразильский институт географии и статистики).
- Индекс развития человеческого потенциала на 2000 год составляет 0,746 (данные: Программа развития ООН).